# Liste des épisodes des Cinq Dernières Minutes
Cette page recense la liste des épisodes de la série télévisée Les Cinq Dernières Minutes.

## Première série (1958-1973)
Avec Raymond Souplex (l'inspecteur principal Antoine Bourrel) et Jean Daurand  (l'inspecteur Dupuy)
1. La Clé de l'énigme  (première diffusion : 1er janvier 1958)
2. D'une pierre deux coups  (première diffusion : 9 mars 1958)
3. Les Cheveux en quatre  (première diffusion : 7 avril 1958)
4. Réactions en chaîne  (première diffusion : 6 mai 1958)
5. L'habit fait le moine  (première diffusion : 6 juin 1958)
6. Le Théâtre du crime  (première diffusion : 5 août 1958)
7. Tableau de chasse  (première diffusion : 7 octobre 1958)
8. Un sang d'encre  (première diffusion : 9 décembre 1958)
9. Le Grain de sable  (première diffusion : 27 janvier 1959)
10. On a tué le mort  (première diffusion : 10 mars 1959)
11. Sans en avoir l'air  (première diffusion : 14 août 1959)
12. Dans le pétrin  (première diffusion : 18 septembre 1959)
13. Poison d'eau douce  (première diffusion : 3 novembre 1959)
14. Au fil de l'histoire  (première diffusion : 1er mars 1960)
15. Un poing final  (première diffusion : 26 avril 1960)
16. Dernier Cri  (première diffusion : 21 juin 1960)
17. Le Dessus des cartes  (première diffusion : 6 septembre 1960)
18. Qui trop embrasse  (première diffusion : 22 novembre 1960)
19. Sur la piste (première diffusion : 31 janvier 1961) (l'histoire se déroule dans le milieu du cirque)
20. Cherchez la femme  (première diffusion : 4 avril 1961)
21. Épreuves à l'appui  (première diffusion : 6 juin 1961)
22. L'Avoine et l'Oseille  (première diffusion : 26 septembre 1961)
23. L'Épingle du jeu  (première diffusion : 6 janvier 1962) (l'action se déroule sous la Monarchie de Juillet, Bourrel est un successeur de Vidocq et enquête sur un meurtre d'un membre d'une société secrète)
24. Le Tzigane et la Dactylo  (première diffusion : 17 avril 1962)
25. C'était écrit  (première diffusion : 5 juin 1962)
26. La Mort d'un casseur  (première diffusion : 18 septembre 1962)
27. Un mort à la une  (première diffusion : 27 novembre 1962)
28. L'Eau qui dort  (première diffusion : 12 mars 1963)
29. Une affaire de famille  (première diffusion : 6 juillet 1963)
30. Fenêtre sur jardin  (première diffusion : 18 février 1964)
31. 45 tours et puis s'en vont  (première diffusion : 23 avril 1964)
32. Quand le vin est tiré  (première diffusion : 11 juillet 1964)
33. Sans fleurs ni couronnes  (première diffusion : 28 novembre 1964)
34. Napoléon est mort à Saint Mandé  (première diffusion : 24 avril 1965)
35. Bonheur à tout prix  (première diffusion : 3 juillet 1965)
36. Des fleurs pour l'inspecteur  (première diffusion : 25 septembre 1965) (Nomination de Bourrel au grade de commissaire)
37. La Chasse aux grenouilles  (première diffusion : 20 novembre 1965)
38. Pigeon vole  (première diffusion : 29 janvier 1966)
39. La Rose de fer  (première diffusion : 4 juin 1966) avec Marc Eyraud (un gardien de la Tour Eiffel)
40. Histoire pas naturelle  (première diffusion : 22 octobre 1966)
41. La Mort masquée  (première diffusion : 14 janvier 1967)
42. Finir en beauté  (première diffusion : 25 mars 1967)
43. Un mort sur le carreau  (première diffusion : 16 septembre 1967) (l'histoire se déroule aux Halles de Paris, qui seront transférées à Rungis dans le Val de Marne en 1969)
44. Voies de faits  (première diffusion : 11 novembre 1967)
45. Les Enfants du faubourg  (première diffusion : 27 janvier 1968)
46. Tarif de nuit  (première diffusion : 6 avril 1968) - période transitoire : l'ORTF annonce la suppression de la série, cette décision souleva un tel tollé de la part de la presse et des téléspectateurs que la direction de l'organisme fit marche arrière.
47. Traitement de choc (première diffusion : 23 novembre 1968)
48. L'Inspecteur sur la piste  (première diffusion : 29 mars 1969) (différent de l'épisode N°19, l'histoire se déroule dans le milieu des rallyes automobiles)
49. Une balle de trop  (première diffusion : 1er janvier 1970)
50. Les Mailles du filet  (première diffusion : 6 juin 1970)
51. Les Yeux de la tête  (première diffusion : 1er novembre 1971)
52. Chassé-croisé  (première diffusion : 3 février 1972 ; premier épisode en couleur mais conservé en N/B) en N/B sur l'édition DVD
53. Meurtre par la bande  (première diffusion : 4 mai 1972 ; premier enregistrement en couleurs. Dernier épisode où paraît l'inspecteur Dupuy (Jean Daurand).
54. Le diable l'emporte  (première diffusion : 10 novembre 1972) en N/B sur l'édition en DVD, conservé lui aussi en N/B (l'histoire se déroule aux nouvelles Halles de Rungis, qui auparavant se trouvaient au cœur de Paris).
55. Meurtre par intérim  (première diffusion : 7 février 1973) en couleur, avec Pierre Brasseur
56. Un gros pépin dans le chasselas  (première diffusion : 7 novembre 1973) en couleur. Dernier tournage de Raymond Souplex (raccords en studio le 20 octobre 1972). Le tournage de l’épisode n’étant pas terminé à la suite du décès de Raymond Souplex, l’enquête commencée par Bourrel est reprise par un juge d’instruction interprété par Jacques Bouvier. Néanmoins son apparition à la fin de l'épisode ne laisse pas le téléspectateur sur sa faim.

## Période intermédiaire (1974-1975)
Avec Christian Barbier (le commissaire Le Carré) et Marc Eyraud (l'inspecteur Ménardeau) 
1. Rouges sont les vendanges  (première diffusion : 19 juillet 1974)
2. Fausse note  (première diffusion : 2 août 1974)
3. Si ce n'est toi  (première diffusion : 16 août 1974)
4. Le Coup de pouce  (première diffusion : 16 janvier 1975)

## Deuxième série (1975-1992)

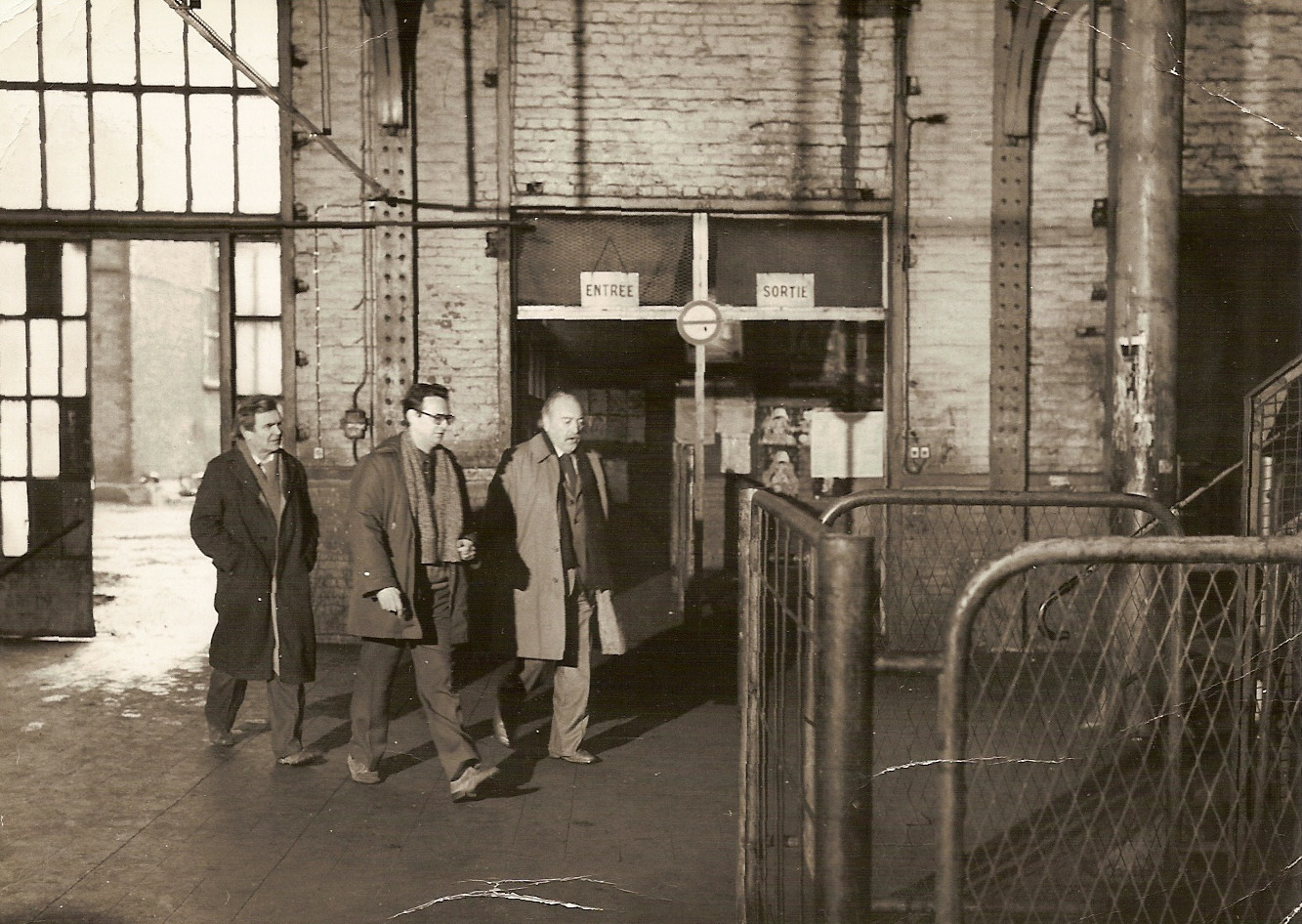
Jacques Debary lors du tournage de l'épisode Le Retour des coulons à la Fosse Ledoux.

Avec Jacques Debary (le commissaire Julien Cabrol) et Marc Eyraud (l'inspecteur Lucien Ménardeau)
1. Le Lièvre blanc aux oreilles noires  (première diffusion : 10 mai 1975)
2. La Mémoire longue  (première diffusion : 20 septembre 1975)
3. Patte et Griffe  (première diffusion : 15 novembre 1975)
4. Le Collier d'épingles  (première diffusion : 28 février 1976)
5. Le Fil conducteur  (première diffusion : 15 mai 1976)
6. Les Petits d'une autre planète  (première diffusion : 25 septembre 1976)
7. Le Pied à l'étrier  (première diffusion : 6 novembre 1976)
8. Le Goût du pain  (première diffusion : 22 janvier 1977)
9. Une si jolie petite cure  (première diffusion : 7 mai 1977)
10. Châteaux en campagne  (première diffusion : 16 juillet 1977)
11. Nadine  (première diffusion : 19 novembre 1977)
12. Régis  (première diffusion : 18 février 1978)
13. Les Loges du crime  (première diffusion : 27 mai 1978)
14. Techniques douces  (première diffusion : 8 juillet 1978)
15. La Grande Truanderie  (première diffusion : 23 septembre 1978)
16. Mort à la criée  (première diffusion : 20 janvier 1979)
17. Nous entrerons dans la carrière  (première diffusion : 19 mai 1979)
18. Chassez le naturel  (première diffusion : 13 octobre 1979)
19. Du côté du bois de Boulogne  (première diffusion : 26 janvier 1980)
20. Un parfum d'angélique  (première diffusion : 17 mai 1980)
21. La Boule perdue  (première diffusion : 27 septembre 1980)
22. Le Retour des coulons  (première diffusion : 28 février 1981)
23. L'Écluse du Temple  (première diffusion : 9 mai 1981)
24. Un cœur sur mesure  (première diffusion : 25 juillet 1981)
25. Paris le 15 août  (première diffusion : 15 août 1981)
26. Mort au bout du monde  (première diffusion : 3 octobre 1981)
27. Impasse des brouillards  (première diffusion : 9 janvier 1982)
28. La Tentation d'Antoine  (première diffusion : 24 avril 1982)
29. Les Pièges  (première diffusion : 22 septembre 1982)
30. Dynamite et Compagnie  (première diffusion : 15 décembre 1982)
31. À bout de course  (première diffusion : 23 février 1983)
32. Rouge marine (première diffusion : 4 mai 1983)
33. Appelez-moi Boggy  (tourné à Vichy, première diffusion : 21 septembre 1983)
34. La Chine à Paris  (première diffusion : 12 octobre 1983)
35. Meurtre sans pourboire  (première diffusion : 11 janvier 1984)
36. Deuil en caravane  (première diffusion : 11 avril 1984)
37. La Quadrature des cercles  (première diffusion : 24 octobre 1984)
38. Crime sur Mégahertz  (première diffusion : 9 janvier 1985)
39. Meurtre à la baguette  (première diffusion : 30 janvier 1985)
40. Tendres pigeons  (première diffusion : 24 avril 1985)
41. Tilt  (première diffusion : 25 septembre 1985)
42. Histoire d'os  (première diffusion : 13 novembre 1985)
43. La Peau du rôle  (première diffusion : 5 janvier 1987)
44. Une paix royale  (première diffusion : 2 février 1987)
45. Claire obscure  (première diffusion : 7 juin 1987)
46. L'Amiral aux pieds nus  (première diffusion : 20 septembre 1987)
47. Mécomptes d'auteurs  (première diffusion : 25 octobre 1987)
48. Mort d'homme  (première diffusion : 13 décembre 1987)
49. Fais-moi cygne  (première diffusion : 7 février 1988)
50. Mystère et pommes de pin  (première diffusion : 6 mars 1988)
51. La Ballade de Ménardeau  (première diffusion : 27 mars 1988)
52. Un modèle du genre  (première diffusion : 10 avril 1988)
53. Le Fantôme de la Villette  (première diffusion : 22 mai 1988)
54. Crime blanc bleu  (première diffusion : 19 juin 1988)
55. Pour qui sonne le jazz  (première diffusion : 9 octobre 1988)
56. Dernier grand prix  (première diffusion : 6 novembre 1988)
57. Eh bien, chantez, maintenant !  (première diffusion : 15 janvier 1989)
58. Ah ! mon beau château  (première diffusion : 26 mars 1989)
59. Mort d'orque  (première diffusion : 11 juin 1989)
60. La Mort aux truffes  (première diffusion : 15 octobre 1989)
61. Les chérubins ne sont pas des anges  (première diffusion : 5 novembre 1989)
62. Le Miroir aux alouettes  (première diffusion : 7 janvier 1990)
63. Saute qui peut  (première diffusion : 18 mars 1990)
64. Une beauté fatale  (première diffusion : 27 mai 1990)
65. Hallali  (première diffusion : 12 août 1990)
66. Sang à l'heure  (première diffusion : 23 septembre 1990)
67. Ça sent le sapin  (première diffusion : 14 octobre 1990)
68. Chiens de sang  (première diffusion : 18 novembre 1990)
69. Une mer bleue de sang  (première diffusion : 24 mars 1991)
70. Un mort sur le carreau  (première diffusion : 30 juin 1991)
71. Prête-moi ta plume !  (première diffusion : 24 novembre 1991)
72. Le Baptême du feu  (première diffusion : 23 février 1992)

## Troisième série (1992-1996)
Avec Pierre Santini (le commissaire Julien Massard) et Pierre Hoden (l'inspecteur Antoine Barrier)
1. Sous les feux de la rampe  (première diffusion : 20 novembre 1992)
2. Le Faux Nez  (première diffusion : 18 décembre 1992)
3. Meurtre en Ardèche  (première diffusion : 5 mars 1993)
4. Scaramouche  (première diffusion : 23 avril 1993)
5. Au nom du coq  (première diffusion : 1er octobre 1993)
6. Meurtres à ciel ouvert  (première diffusion : 19 novembre 1993)
7. Fin de bail  (première diffusion : 18 mars 1994)
8. Saisie noire  (première diffusion : 2 septembre 1994)
9. Meurtre à l'université  (première diffusion : 16 septembre 1994)
10. L'assassin fait du cinéma  (première diffusion : 30 septembre 1994)
11. Deuil à Cognac  (première diffusion : 31 mars 1995)
12. Mort d'un géant  (première diffusion : 28 avril 1995)
13. Le Dessous des cartes  (première diffusion : 17 novembre 1995)
14. Le Quincaillier amoureux  (première diffusion : 8 mars 1996)
15. Dernier Cri  (première diffusion : 22 mars 1996)
16. Un mort sur le pavé  (première diffusion : 29 mars 1996)
17. Mise en pièces  (première diffusion : 20 décembre 1996)

## Autour de la série
Dans la première série, l'épisode 55 Meurtre par intérim a été diffusé après le décès de Pierre Brasseur, survenu le 16 août 1972, et les épisodes 55 et 56 Un gros pépin dans le chasselas ont été diffusés après le décès de Raymond Souplex, survenu le 22 novembre 1972. L'intégrale en DVD a été éditée par LCJ Éditions qui n'a pas respecté l'ordre chronologique des épisodes.
Ne pas confondre les épisodes 16 et 147 (Dernier Cri),  les épisodes 17 (Le Dessus des cartes) et 145 (Le Dessous des cartes), les épisodes 19 et 48 (Sur la piste) les 2 titres sont identiques au générique mais l'INA donne L'inspecteur sur la piste comme titre pour l'épisode 48 et les épisodes 43 et 130 (Un mort sur le carreau).
Dans l'épisode 5 L'Habit fait le moine, l'inspecteur s'appelle Dupuis et non Dupuy.
Dans l'épisode 146 (Le Quincaillier amoureux), le commissaire passe une lune de miel en Bretagne avec Mathilde, une ancienne amie retrouvée depuis peu. Mais c'est l'épisode 148 (Un mort sur le pavé) qui montre le moment initial de ces retrouvailles fortuites et évoque cette Bretagne où Mathilde a toujours des attaches et qui servira de décor à l'épisode 146.